# Гарда (коммуна)
Га́рда (итал. и вен. Garda) — коммуна в Италии, в провинции Верона области Венеция. Расположена на восточном берегу озера Гарда. Климатический курорт.
Население составляет 3802 человека (2008 г.), плотность населения составляет 236 чел./км². Занимает площадь 16 км². Почтовый индекс — 37016. Телефонный код — 045.
Городу покровительствует явление Вознесения Девы Марии, празднование 15 августа.

## Демография
Динамика населения:

## Администрация коммуны
- Официальный сайт: http://www.comunedigarda.it/